# Cyrtocarenum
Cyrtocarenum là một chi nhện trong họ Ctenizidae.

## Các loài
- Cyrtocarenum cunicularium (Olivier, 1811)
- Cyrtocarenum grajum (C. L. Koch, 1836)